# Chiesa della Santissima Trinità (Salisburgo)
La Chiesa della Santissima Trinità (in tedesco: Dreifaltigkeitskirche) è la chiesa cattolica situata nella città di Salisburgo e progettato da Johann Bernhard Fischer von Erlach in stile barocco.

## Storia
La chiesa fu costruita tra il 1694 e il 1702. La consacrazione della chiesa parzialmente incompiuta avvenne nel 1699. La chiesa, insieme alla chiesa di San Giovanni costruì il primo edificio progettato da Johann Bernhard Fischer von Erlach a Salisburgo che utilizzo come modello vari edifici religiosi costruiti a Roma, in particolare la Chiesa Sant'Agnese in Agone di Francesco Borromini in Piazza Navona. Oltre a Fischer von Erlach e anche a Bernhard Michael Mandl che decorano la cupola, contribuirono alla sua realizzazione anche  gli scultori e scalpellini come Wolf Weißkirchner, Mathias Wilhelm Weißkirchner, Sebastian Stumpfegger, Andreas Götzinger e Lorenz Dräxl.